# Puerto de montaña de Pierre Pertuis

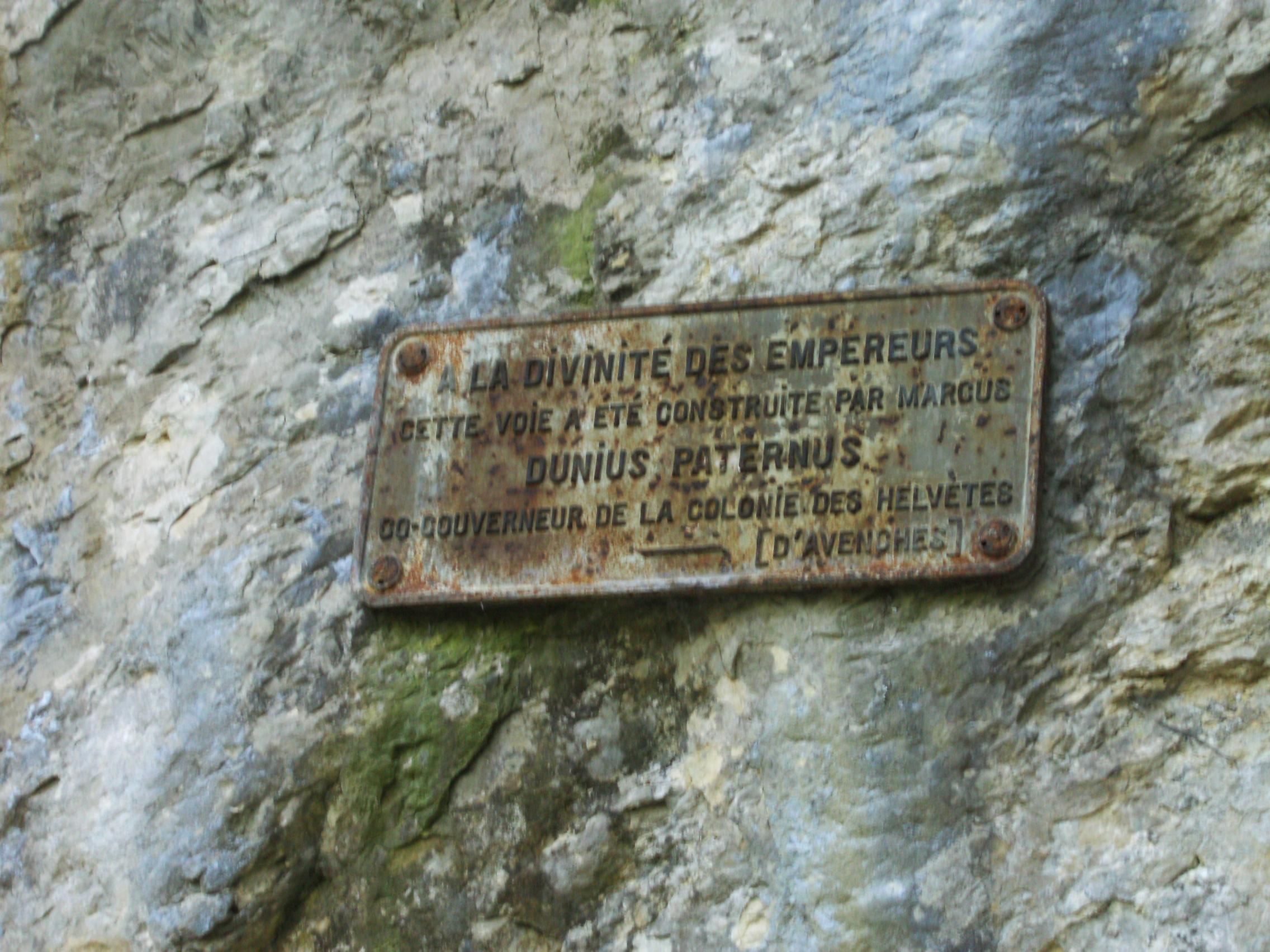
Primera placa que traduce al francés el texto en latín, en el paso del Col de la Pierre Pertuis (Macizo del Jura, Suiza).

El Col de Pierre Pertuis  es un puerto de montaña de la cadena del Jura. Enlaza Sonceboz en el Valle de St-Imier con Tavannes en el valle de Tavannes llamado Orval. Culmina a los 827 metros y es la unión entre el Montoz y la Montagne du Droit. 

## Descripción
Este es un paso natural largo (Petra pertusa en latín) empleado desde la época romana por la calzada que unía Aventicum con Augusta Raurica. La inscripción Dunius Marcus Paternus, grabada en la roca en la parte norte de la cumbre del Pertuis, certifica que esta abertura natural se amplió en el siglo III. El paso se utilizó hasta principios del siglo XX. Durante la movilización del ejército suizo de 1914 a 1918, las tropas de ingenieros construyeron, más arriba del túnel histórico, una carretera más accesible a los vehículos de motor. En 1932, fue inaugurada una nueva carretera, de unos 4 km de longitud. En noviembre de 1997 entraron en servicio dos túneles de carretera, de 2100 metros de largo, en la (autopista A 16). 

## Inscripción romana
La inscripción en latín es la siguiente :

NUMINI AUGUSTORUM

VIA DUCTA PER MARCUM

DUNIUM PATERNUM

DUOVIRUM COLONIAE HELVETIORUM

que puede ser traducido como: 

A la Divinidad de los Emperadores

Este camino ha sido trazado por Marco

Dunio Paterno

duoviro de la colonia de los Helvecios 